# Ayelech Worku
Ayelech Worku (Arsi Zone, Oromia, 12 juni 1979) is een Ethiopische langeafstandsloopster. Ze is het meest bekend door het winnen van twee bronzen medailles op de wereldkampioenschappen atletiek op de 5000 m.

## Loopbaan
Worku werd geboren in hetzelfde gebied, de Oromia provincie, als waar tweevoudig olympisch kampioen Haile Gebrselassie woont.
In 2007 stapte ze over naar wegwedstrijden en won prompt de marathon van Hamburg in een tijd van 2:29.14. Ze begon het wegseizoen van 2008 goed door de 20 van Alphen te winnen in 1:09.02.

## Titels
- Ethiopisch kampioene 5000 m - 1995, 1999, 2001

## Persoonlijke records
Baan
| Onderdeel | Prestatie | Datum            | Plaats            |
| --------- | --------- | ---------------- | ----------------- |
| 1500 m    | 4.10,08   | 10 juli 1999     | Arnhem            |
| 3000 m    | 8.32,80   | 30 augustus 2002 | Brussel           |
| 5000 m    | 14.41,23  | 5 augustus 2000  | Londen            |
| 10.000 m  | 31.38,08  | 17 juni 2001     | Villeneuve-d'Ascq |

Weg
| Onderdeel      | Prestatie | Datum         | Plaats  |
| -------------- | --------- | ------------- | ------- |
| halve marathon | 1:11.02   | 11 maart 2007 | Parijs  |
| marathon       | 2:29.14   | 29 april 2007 | Hamburg |

## Prestaties

### 3000 m
- 1996: 4e WJK - 8.54,24
- 1997:  Paavo Nurmi Games - 8.58,59
- 1998:  Adriaan Paulen Memorial - 8.44,57
- 1998:  Milano International Meeting- 8.53,58
- 1998:  Vittel Meeting in Villeneuve d'Ascq-Lille - 8.56,69
- 1998: 5e Nikaia '98 in Nice - 8.47,91
- 1998:  British Grand Prix in Sheffield - 8.48,51
- 1999:  Doha Grand Prix - 8.42,11
- 2000:  Kerkrade Meeting - 8.49,62
- 2001:  Qatar Athletic Grand Prix in Doha - 9.06,12
- 2001: 4e Gran Premio Diputacion in Sevilla - 8.47,01
- 2002: 4e Doha Grand Prix - 9.13,81
- 2003: 4e Meeting de Madrid - 8.52,02

### 5000 m
- 1995:  Ethiopische kamp. - 16.32,1
- 1995:  Afrikaanse Spelen - 15.48,3
- 1996: 12e OS - 15.28,81
- 1996:  WJK - 15.40,03
- 1997: 12e WK - 15.28,07
- 1999:  Ethiopische kamp. - 15.32,5
- 1999:  Adriaan Paulen Memorial - 14.54,52
- 1999:  WK - 14.44,22
- 1999:  Afrikaanse Spelen - 15.38,22
- 2000: 4e DN Galan - 14.45,50
- 2000:  Norwich Union British Grand Prix - 14.41,23
- 2000: 4e OS - 14.42,67
- 2001:  FBK Games - 14.54,00
- 2001:  WK - 15.10,17
- 2001:  Ethiopische kamp. - 15.54,11
- 2001:  WK - 15.10,17
- 2002: 5e ISTAF - 14.48,99
- 2004: 5e FBK Games - 15.04,56

### 10.000 m
- 2001:  Meeting des Geants Du Nord - 31.38,08
- 2001:  Goodwill Games - 31.48,57
- 2004:  Keien Meeting - 32.51,25

### 5 km
- 1999:  Schweizer Frauenlauf in Bern - 15.15,2
- 2001:  Corsa Internazionale di San Silvestro Boclassic in Bolzano - 16.28
- 2012:  Chick-Fil-A in Sterling - 16.36

### 10 km
- 1996:  Corrida van Houilles - 33.39
- 1997:  Corrida van Houilles - 33.04
- 1998:  Corrida van Houilles - 33.29

### 15 km
- 2003:  Montferland Run - 50.58

### 20 km
- 2008:  20 van Alphen - 1:09.02

### halve marathon
- 2007:  halve marathon van Parijs - 1:11.02
- 2008:  halve marathon van Coamo - 1:16.23
- 2012:  halve marathon van Bethesda - 1:18.58

### marathon
- 2006: 5e marathon van Amsterdam - 2:31.11,0
- 2007:  marathon van Hamburg - 2:29.14
- 2007:  marathon van Amsterdam - 2:30.15
- 2008: 10e marathon van Hamburg - 2:33.19
- 2010: 8e marathon van Amsterdam - 2:35.09
- 2011: 12e marathon van Mumbai - 2:45.25

### overige afstanden
- 1999:  4 Mijl van Groningen - 20.58

### veldlopen
- 1997:  WK junioren in Torinto - 15.02
- 1998: 9e WK lange afstand - 26.17
- 1999: 4e WK lange afstand in Belfast - 28.15
- 2000: 9e WK lange afstand in Vilamoura - 26.36
- 2001: 18e WK korte afstand in Oostende - 15.36
- 2002: 13e WK lange afstand in Dublin - 27.50